# AS ONE (UVERworldの曲)
「AS ONE」（アズ・ワン）は、UVERworldの36枚目のシングル。2020年3月4日にgr8!recordsから発売された。

## 背景とリリース
10thアルバム「UNSER」からおよそ3か月ぶり、シングルとしては「ROB THE FRONTIER」からおよそ5か月ぶりとなる2020年第一弾シングル。表題曲「AS ONE」は、2020年3月6日公開の映画『仮面病棟』の主題歌に使用された。
初回生産限定盤・通常盤の2形態で発売。初回生産限定盤には『DRAW RUN FOR PROOF』（2019年12月19日・20日に行われた東京ドーム公演と12月21日の横浜アリーナ公演までのバンドの数日間を追ったドキュメント映像）を収録したDVDが付属。

## 収録内容
| 全編曲: UVERworld & 平出悟。 |                           |           |           |       |
| #                            | タイトル                  | 作詞      | 作曲      | 時間  |
| 1.                           | 「AS ONE」                | TAKUYA∞   | TAKUYA∞   | 3:49  |
| 2.                           | 「Spreadown」             |           | 信人      | 3:12  |
| 3.                           | 「AS ONE (instrumental)」 |           |           | 3:46  |
| 合計時間:                    | 合計時間:                 | 合計時間: | 合計時間: | 10:48 |

| #  | タイトル               | 作詞 | 作曲・編曲 | 監督                     |
| -- | ---------------------- | ---- | ---------- | ------------------------ |
| 1. | 「DRAW RUN FOR PROOF」 |      |            | 牧野耕一 (AMENICAM Ltd.) |

## 楽曲解説
AS ONE
映画『仮面病棟』主題歌。2020年2月7日、各歌詞検索サイトにて歌詞が先行公開された。2019年12月19日・20日に行われた東京ドーム公演の映像ならびに、映画『仮面病棟』の劇中映像を交えたMVが2月18日、YouTubeにて公開された。3月3日、大喜多正毅監督制作によるMVがYouTubeにて公開された。当該映像で使用された大きな鏡はCGや合成ではなく、実物を吊るしたものである。
3月6日、ミュージックステーションへ生出演し初披露。「バンドが引き立つように」と“完全Mステアレンジ”でパフォーマンス。さらに、メンバーコーラスもMステ仕様にアレンジし生演奏された。この放送は新型コロナウイルス感染防止のため、無観客でのパフォーマンスとなった。ミュージックステーションへの出演はで10回目となり、「AFTER LIFE」以来、およそ3ヶ月ぶりだった。
Spreadown
読みは「スプレッダウン」。インストゥルメンタル。シングルへのインスト楽曲収録は、「ODD FUTURE」収録の『CORE STREAM』以来となった（各シングル表題曲のinstrumentalを除く）。